# شکوفه آروین
شکوفه آروین (زادهٔ ۳۰ فروردین ۱۳۶۳) فیلم‌نامه‌نویس، نمایشنامه‌نویس، نویسنده و مدرّس تئاتر اهل ایران است که موفق شده است در جشنواره بین‌المللی تئاتر فجر به عنوان مهمترین رویداد تئاتری کشور سه بار عنوان نمایشنامه‌نویس برگزیده را در بخش تولید متون کسب کند. آروین دانش‌آموختهٔ کارشناسی معماری از دانشگاه شهید بهشتی و کارشناسی ارشد ادبیات نمایشی از دانشگاه تهران و دکترای پژوهش هنر از دانشگاه الزهرا است. و همچنین یک دوره مطالعات پژوهشی را در دانشگاه استکهلم به پایان رسانده است. او به عنوان نویسنده با فصلنامه تئاتر دانشگاهی، صدا و سیمای جمهوری اسلامی و بنیاد فرهنگی روایت همکاری داشته‌است.

## آثار تلویزیونی
- ۱۳۸۸- مجموعه تلویزیونی دفترخانه شماره ۱۳، شبکه یک صدا و سیمای جمهوری اسلامی[۵]

### تالیف ها
- دبستان دوشیزگان‌. ت‍ه‍ران: انتشارات نمایش، ۱۳۸۸. شابک ‎‫‭۹۷۸-۶۰۰-۵۷۶۵-۰۰-۷
- زمان که بگذرد. ت‍ه‍ران: انتشارات سوره، ۱۳۹۰. شابک ‎‭۹۷۸-۶۰۰-۱۷۵-۲۴۹-۰
- آروین، شکوفه و [دیگران]مجموعه نمایش نامه‌های برگزیده سی و یکمین جشنواره تئاتر فجر. تهران: انتشارات نمایش‏‫، ۱۳۹۳. شابک ‎۹۷۸-۶۰۰-۵۷۶۵-۳۵-۹
- رفت و آمد. ت‍ه‍ران: نشر افراز، ۱۳۹۶. شابک ‎۹۷۸-۶۰۰-۳۲۶-۲۷۳-۷‬‬‬‬

### ترجمه‌ها
- نیکولسن، هلن.درام کاربردی: موهبت تئاتر. سرپرست گروه مترجمان علی‌ظفر قهرمانی‌نژاد.[شکوفه آروین و دی‍گ‍ران]. ت‍ه‍ران: ن‍ش‍ر افراز ‫‏، ۱۳۸۹. شابک ‎۹۷۸-۹۶۴-۲۴۳-۳۲۶-۱‬‬

## جوایز و افتخارات
- ۱۳۸۶- کسب مدال اکبر رادی برای نمایشنامه «زمان که بگذرد» از دهمین جشنواره بین‌المللی تئاتر دانشگاهی ایران[۶]
- ۱۳۸۶- کسب عنوان برگزیده برای نمایشنامه «زمان که بگذرد» در بخش تولید متون نمایشی از بیست و ششمین جشنواره بین‌المللی تئاتر فجر[۷]
- ۱۳۸۷- کسب رتبه دوم برای نمایشنامه «زمان که بگذرد» از سومین دوره انتخاب آثار برتر ادبیات نمایشی ایران
- ۱۳۸۸- کسب عنوان برگزیده برای نمایشنامه «دبستان دوشیزگان» در بخش تولید متون نمایشی از بیست و هشتمین جشنواره بین‌المللی تئاتر فجر[۸]
- ۱۳۹۱- کسب عنوان برگزیده برای نمایشنامه «چهار+یک» در بخش تولید متون نمایشی از سی و یکمین جشنواره بین‌المللی تئاتر فجر[۹]
- ۱۳۹۲- کسب عنوان دوم برای نگارش نمایشنامه " رفت و آمد"از دومین جشنواره نمایشنامه‌نویسی افراز[۱۰]
- ۱۳۹۳- کسب عنوان منتخب برای نگارش مقاله "بررسی جامعه‌شناختی نقش سازمان‌های سیاسی و اجتماعی در شکل‌گیری تئاتر ستمدیدگان"از سمینار  پژوهشی سی و چهارمین جشنواره بین‌المللی تئاتر فجر[۱۱]